# Italienpolitik
Con il termine Italienpolitik (in italiano politica italiana) si intende, nella medievistica, la politica degli imperatori romano-germanici del Medioevo nei confronti dell'Italia imperiale.
Non ci fu mai una Italienpolitik uguale per tutti i governanti romano-tedeschi, ma ci fu sempre il tentativo di approfittare dei diritti imperiali (regalia) e di affermare il dominio dell'imperatore in Italia. Per lo più, ma non sempre, la politica italiana era legata all'azione militare, come nel caso di Federico I e Enrico VII.